# Nancy Chaffee
Pour les articles homonymes, voir Chaffee.
Nancy Chaffee épouse Kiner puis Whitaker (6 mars 1929, Ventura, Californie - 11 août 2002, Coronado, Californie) est une joueuse de tennis américaine des années 1940 et 1950.

## Biographie
En 1947, elle est devenue championne junior des moins de dix-huit ans aux États-Unis, à la fois en simple et en double (avec Beverly Baker).
Elle a été la première joueuse non classée tête de série à se hisser en demi-finale en simple à l'US Women's National Championship (futur US Open) en 1950. L'année suivante, elle a atteint la finale du double dames aux côtés de Patricia Canning Todd.
Nancy Chaffee a été l'épouse du joueur de baseball Ralph Kiner (du 22 octobre 1951 à 1968) puis du commentateur sportif Jack Whitaker.
Elle est décédée des suites d'un cancer à l'âge de soixante-treize ans.

## Palmarès (partiel)

### Titre en simple dames
| No | Date | Nom et lieu du tournoi                | Catégorie | Surface    | Finaliste | Score |  |
| -- | ---- | ------------------------------------- | --------- | ---------- | --------- | ----- |  |
| 1  | 1956 | US Hard Court Championships, La Jolla |           | Dur (ext.) | NC        | NC    |  |

### Finales en simple dames
| No | Date       | Nom et lieu du tournoi                         | Catégorie | Surface    | Vainqueure       | Score          |  |
| -- | ---------- | ---------------------------------------------- | --------- | ---------- | ---------------- | -------------- |  |
| 1  | 10-04-1951 | California Invitation, Pebble Beach            |           | Dur (ext.) | Maureen Connolly | 7-5, 5-7, 6-4  |  |
| 2  | 26-04-1951 | Southern California Championships, Ojai Valley |           | Dur (ext.) | Maureen Connolly | 6-2, 3-6, 10-8 |  |

### Titre en double dames
| No | Date | Nom et lieu du tournoi               | Catégorie | Surface    | Partenaire            | Finalistes | Score |  |
| -- | ---- | ------------------------------------ | --------- | ---------- | --------------------- | ---------- | ----- |  |
| 1  | 1956 | US Hard Court Championships La Jolla |           | Dur (ext.) | Patricia Canning Todd | NC         | NC    |  |

### Finale en double dames
| No | Date       | Nom et lieu du tournoi                 | Catégorie | Surface      | Vainqueures            | Partenaire            | Score    |          |
| -- | ---------- | -------------------------------------- | --------- | ------------ | ---------------------- | --------------------- | -------- | -------- |
| 1  | 25-08-1951 | US National Championships Forest Hills | G. Chelem | Gazon (ext.) | Shirley Fry Doris Hart | Patricia Canning Todd | 6-4, 6-2 | Parcours |

## Parcours en Grand Chelem (partiel)
Si l’expression « Grand Chelem » désigne classiquement les quatre tournois les plus importants de l’histoire du tennis, elle n'est utilisée pour la première fois qu'en 1933, et n'acquiert la plénitude de son sens que peu à peu à partir des années 1950.

### En simple dames
| Année | Championnat d'Australie | Championnat d'Australie | Internationaux de France | Internationaux de France | Wimbledon     | Wimbledon  | US National   | US National |
| ----- | ----------------------- | ----------------------- | ------------------------ | ------------------------ | ------------- | ---------- | ------------- | ----------- |
| 1950  | -                       | -                       | -                        | -                        | 4e tour (1/8) | Doris Hart | -             | -           |
| 1951  | -                       | -                       | -                        | -                        | 1/4 de finale | Doris Hart | 1/4 de finale | Doris Hart  |

À droite du résultat, l’ultime adversaire.

### En double dames
| Année | Championnat d'Australie | Championnat d'Australie | Internationaux de France | Internationaux de France | Wimbledon                | Wimbledon                | US National    | US National            |
| ----- | ----------------------- | ----------------------- | ------------------------ | ------------------------ | ------------------------ | ------------------------ | -------------- | ---------------------- |
| 1950  | -                       | -                       | -                        | -                        | 1/2 finale M. Buck       | Louise Brough M. Osborne | -              | -                      |
| 1951  | -                       | -                       | -                        | -                        | 1/2 finale Beverly Baker | Louise Brough M. Osborne | Finale P. Todd | Shirley Fry Doris Hart |

Sous le résultat, la partenaire ; à droite, l’ultime équipe adverse.